# Heyrieux
Heyrieux település Franciaországban, Isère megyében. Lakosainak száma 4824 fő (2022. január 1.). Heyrieux Saint-Quentin-Fallavier, Valencin, Saint-Pierre-de-Chandieu, Bonnefamille, Diémoz és Grenay községekkel határos.

## Népesség
A település népességének változása:
| Lakosok száma | 1733 | 3270 | 3872 | 4587 | 4640 | 4650 | 4731 | 4712 | 4708 | 4824 |
|               | 1968 | 1982 | 1990 | 2006 | 2013 | 2015 | 2017 | 2019 | 2020 | 2022 |

## Testvérvárosok
- Busnago, Olaszország, 1999 óta